# دریاچه فرزدان
فرزدان دریاچه ای است که نام آن در اوستا، ضمن اشاره به جنگ گشتاسب با دو تن از دشمنانش، ذکر شده. گشتاسب برای پیروزی خود در جنگ، در برابر این دریاچه دعا خوانده‌ است و به نظر می‌آید که این دریاچه مطابق با دریاچه هامون مقدس در سیستان بوده و  دعا در برابر آن برآورده می‌شده‌ است.
موقعیت جغرافیایی آن در ناحیهٔ بلخ تصور می‌شود و ظاهراً از شعب جنوبیِ رود جیحون بوده‌ است، و درنهایت تبدیل به دریاچه ای در زرنگ می شده‌ است.
در نوشتاری با عنوان «شگفتی و برجستگی سیستان» که ظاهراً در عهدِ ساسانی و به زبان پارسی میانه (پهلوی) نوشته شده‌ است، از این دریاچه یاد شده‌ است. 